# Schlacht von Wenzenbach

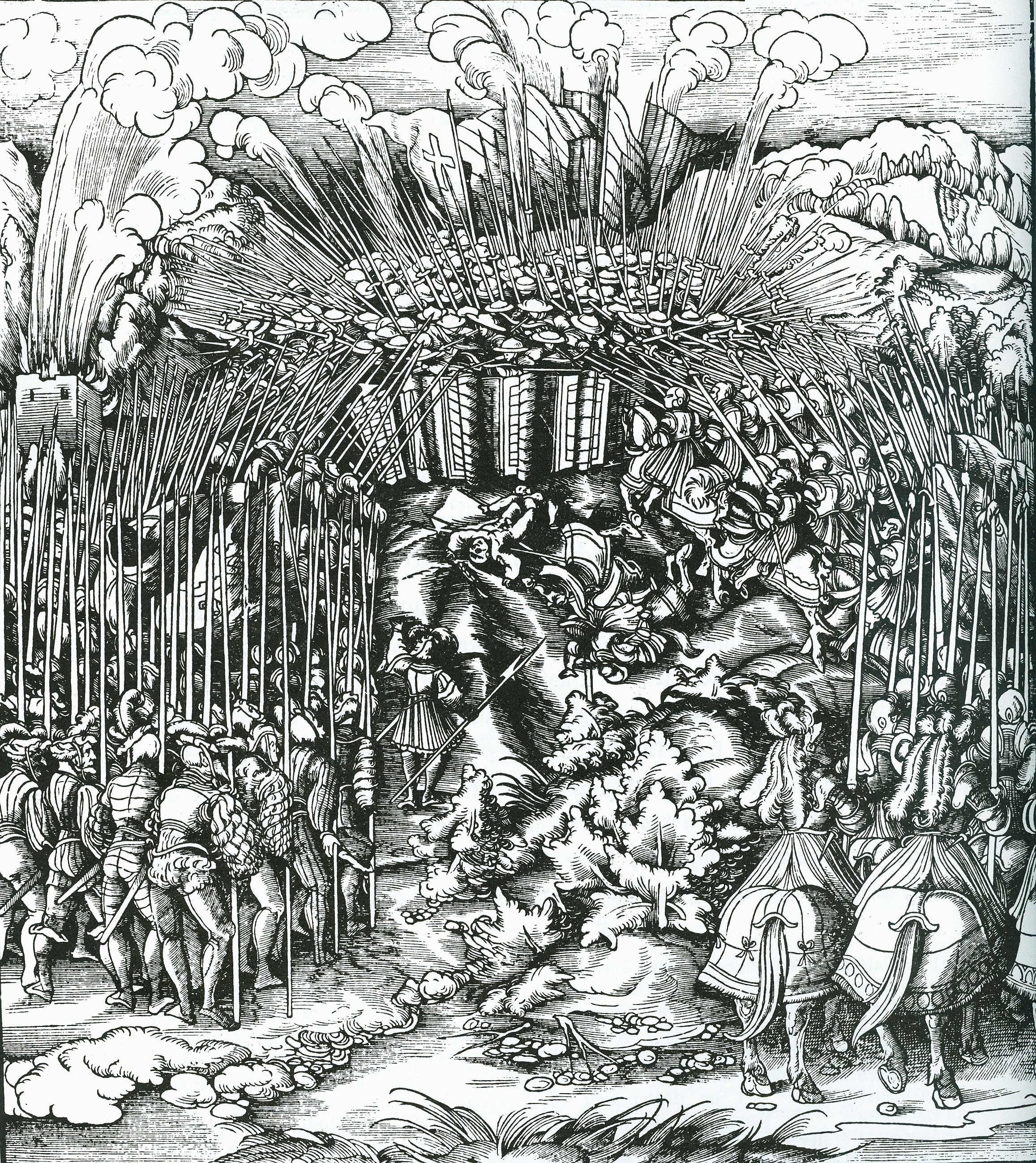
Behamisch facht (Böhmisches Gefecht) aus dem Weißkunig, Holzschnitt 175

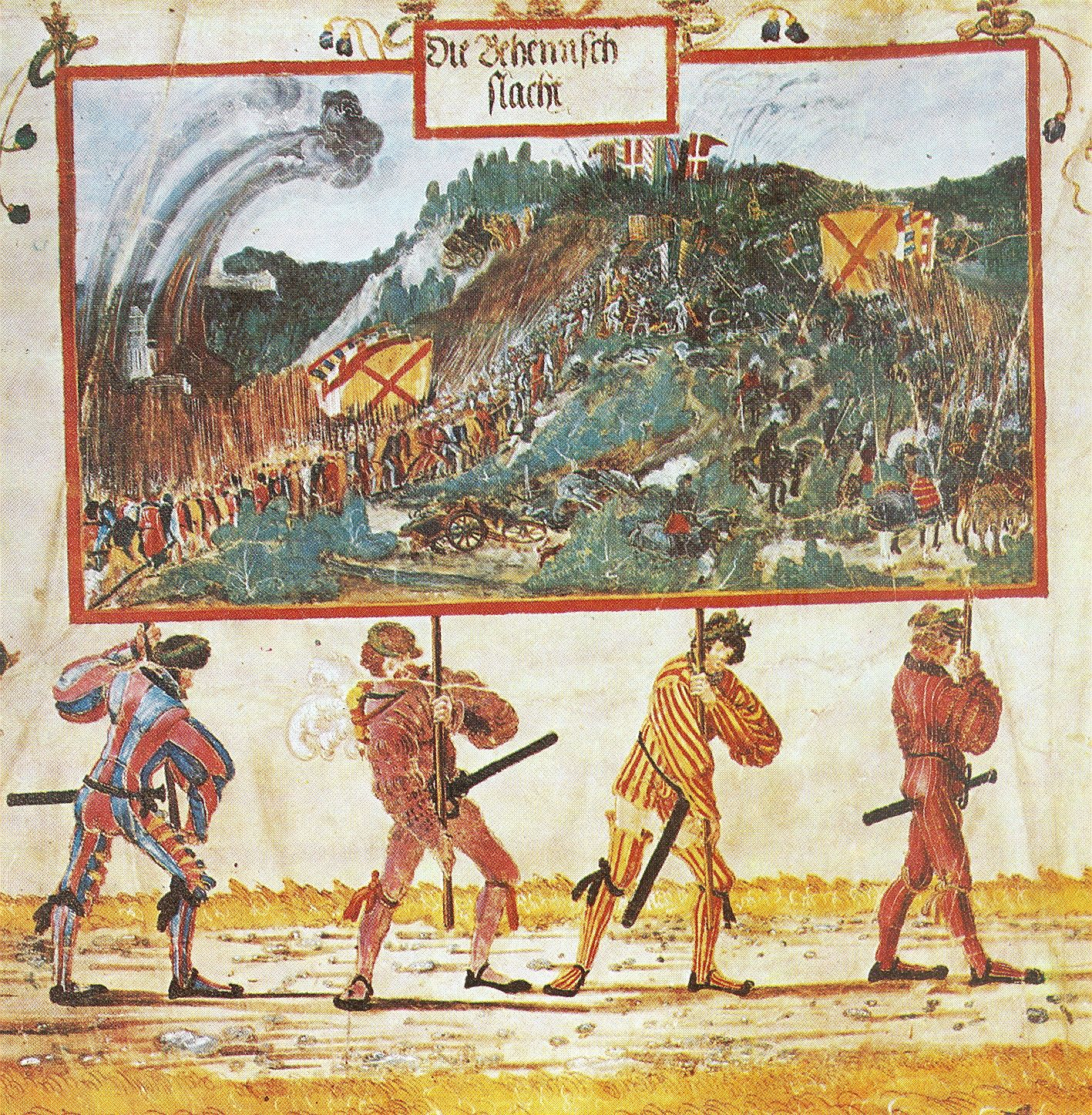
Triumphzug Kaiser Maximilians I. (die Böhmenschlacht und der böhmische Trophäenwagen) von Albrecht Altdorfer (Regensburg um 1512–1515)

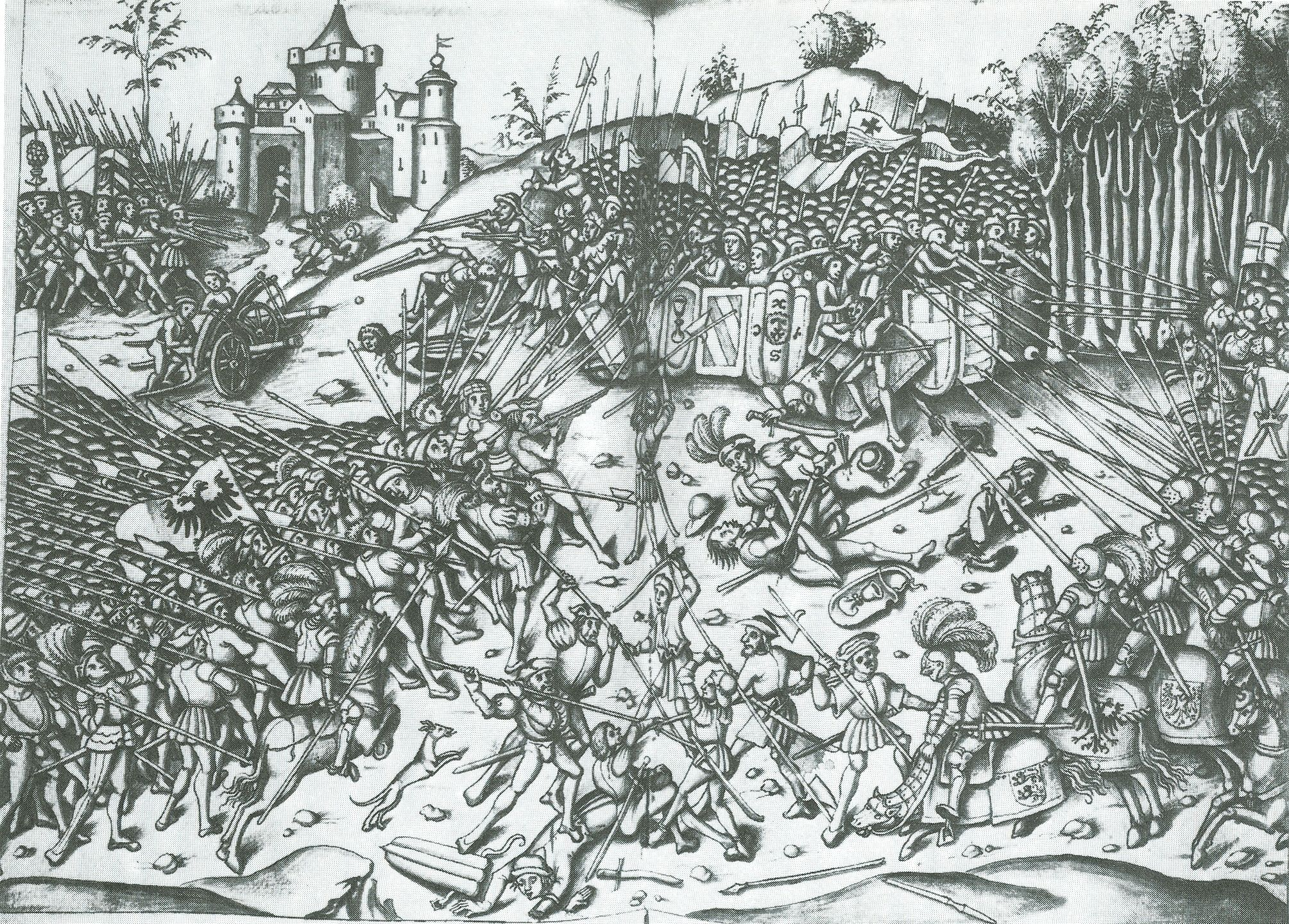
Schlacht von Wenzenbach im Codex Germanicus

Die  Schlacht von Wenzenbach (oder auch Schlacht von Schönberg oder Böhmenschlacht genannt) fand am 12. September 1504 im Zuge des Landshuter Erbfolgekrieges bei Wenzenbach in der Oberpfalz statt.

## Hintergrund
Herzog Georg der Reiche von Bayern-Landshut hatte mit seiner Frau Jadwiga keinen männlichen Erben. Er setzte seine Tochter Elisabeth als Erbin ein, obwohl nach dem wittelsbachischen Hausrecht die weibliche Erbfolge ausgeschlossen war. Elisabeth heiratete 1499 Ruprecht von der Pfalz aus der pfälzischen Linie der Wittelsbacher. Der Ehe entstammten die Söhne Philipp und Ottheinrich. Kurz vor seinem Tod erklärte Herzog Georg den Ruprecht von der Pfalz zu seinem Bevollmächtigten, um die Erbansprüche seiner Tochter Elisabeth durchzusetzen. Herzog Georg berief noch einen Landtag nach Landshut ein, verstarb jedoch vor dessen Beginn am 1. Dezember 1503.
Auf dem Landtag verkündete Herzog Albrecht IV. von Bayern-München seine Erbansprüche nach dem wittelsbachischen Hausvertrag. Der niederbayerische Adel unterstützte jedoch Ruprecht und wandte sich mit einer Klage an das Reichskammergericht. König Maximilian I. bestellte alle Beteiligten zu einem Schiedsspruch nach Augsburg. Im Vorfeld hatte Albrecht IV. der Abtretung der Ländereien Kufstein, Kitzbühel und Rattenberg in Tirol an das Haus Habsburg zugestimmt. Maximilian erklärte daraufhin den Anspruch Albrecht IV. für rechtmäßig und stellte ihm 10 000 Mann zur Durchsetzung seiner Ansprüche zur Verfügung. Außerdem stellte er am 23. April 1504 Ruprecht von der Pfalz und seine Anhängerschaft unter die Reichsacht. Dies führte in der Folge zu dem Landshuter Erbfolgekrieg, bei dem auf der einen Seite König Maximilian und Albrecht IV. standen, unterstützt von dem Schwäbischen Bund, der Reichsstadt Nürnberg, Markgraf Friedrich II. von Brandenburg und Ansbach-Kulmbach und dem Herzog Ulrich von Württemberg. Ruprecht von der Pfalz und seine Gattin Elisabeth wurden von Pfalzgraf Philipp, den Königen von Böhmen und Frankreich sowie dem Markgraf Friedrich von Baden unterstützt.
Bemerkenswert ist, dass Maximilian die Anwerbung böhmischer Söldner durch die pfälzische Partei zum Anlass nahm, päpstliche Kreuzzugsablässe für den Kampf gegen vermeintliche Ketzer zu erhalten. Unter diesem Vorwand war es ihm möglich, einen Teil der Kosten des Krieges, der nichts mit der Bekämpfung von Ketzern zu tun hatte, wieder hereinzubekommen.

## Schlacht bei Wenzenbach

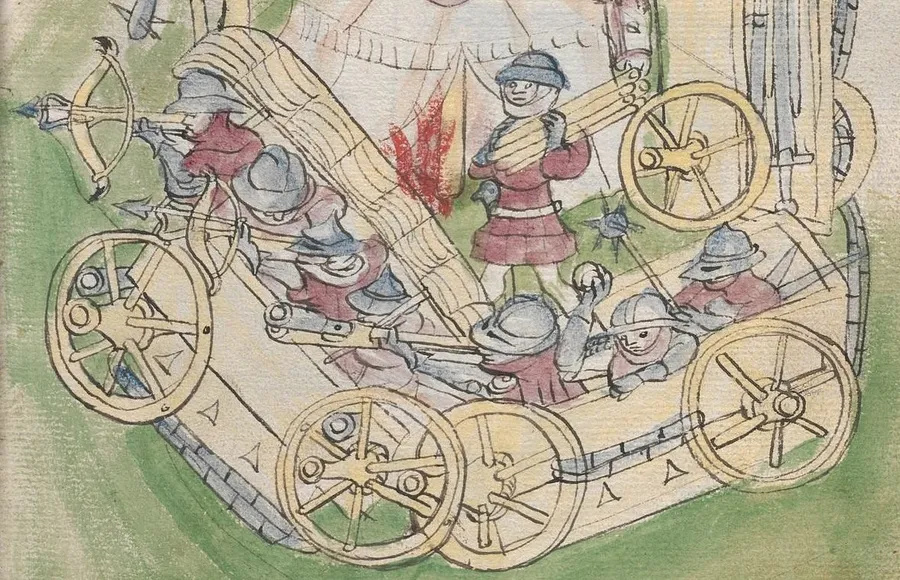
Hussitische Wagenburg aus dem 15. Jahrhundert

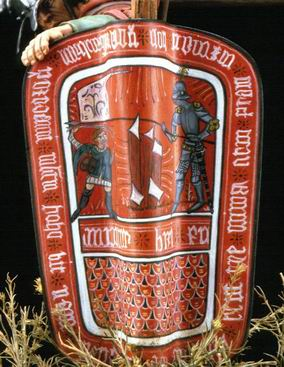
Pavese hussitischer Krieger von 1429

Im Zuge der kriegerischen Auseinandersetzungen rückte das von König Vladislav II. versprochene Heer aus böhmischen Söldnern in
die Oberpfalz ein. Diese böhmischen Söldner verdankten ihren Ruf als erfolgreiche Kriegsleute der speziellen Kriegstechnik der hussitischen Heere. Charakteristisch für die Hussiten waren ihre Wagenburgen und der Einsatz großer Schilde, sog. Pavesen (Setztartschen) zur Deckung gegen den Feind. (Die ursprüngliche religiöse Dimension dieser Truppen spielte damals keine Rolle mehr, vielmehr organisierten böhmische und mährische Adelige den Söldnermarkt.)
Die böhmischen Söldner lagerten am 11. September 1504 bei Hohenroith, überfielen Schloss Schönberg und das Dorf Wenzenbach und errichteten am Hühnerbuckl eine Wagenburg. Der Pfleger Michael Zenger verteidigte sich mit seinen Mannen tapfer, musste aber bald zum Kalten Eck (nördlich von Schloss Schönberg) ausweichen. König Maximilian I. hatte in der gleichen Nacht Regensburg erreicht und lagerte in Stadtamhof. Noch in der Nacht zum 12. September 1504 rückte König Maximilian I. mit seinen Reitern nach Wenzenbach vor. Im Morgengrauen wurde Schloss Schönberg mit Geschützen beschossen, und die Böhmen wurden vorerst in die Flucht geschlagen. Die Pfälzer flüchteten unter ihrem Hauptmann Wispeck. Gegen Mittag stellten sich die Böhmen mit etwa 4 500 Mann auf dem Hafenreuther Feld (zwischen Hopfengarten und Hohenroith), wo sich heute noch die Massengräber dieser Schlacht befinden, erneut dem Kampf. Aus der Deckung ihrer Wagenburg fügten die böhmischen Söldner den Rittern Maximilians mit Rossschindern, Lindenblatt-, Haken- und Ahlspießen großen Schaden zu, so dass diese vorerst aufgeben mussten. Selbst Maximilian wurde verwundet und geriet in Lebensgefahr, da sein Pferd gestrauchelt und er in Gefahr war, unter die Hufe der Streitrösser zu geraten. Erich von Braunschweig rettete ihn aus dieser misslichen Lage.
Erst als Georg von Frundsberg mit seinem Landsknechtregiment, ausgerüstet mit Feldschlangen und Musketen, angriff, konnte eine Bresche in die Wagenburg und die Schilde der Böhmen geschossen werden, durch die die Landsknechte eindringen konnten. Bei dem nachfolgenden Gemetzel wurden 1 600 Böhmen erschlagen und 600 gefangen genommen; es hieß offensichtlich fälschlicherweise, dass diese Gefangenen später bei einem Schlossbau in Österreich eingesetzt wurden. Dieses scheint aber nicht zu stimmen, da sie vielmehr nach Regensburg verbracht und dort ledig gezelt wurden; sie waren dann verpflichtet, sich innerhalb einer Frist an einem festgesetzten Ort einzufinden. Zu diesem Zweck wurde auch eine Liste mit den Namen aller Gefangenen angefertigt; am 15. April 1505 wurden sie endgültig in die Freiheit entlassen. Nach der Schlacht befahl König Maximilian seinem Profoß, die toten Böhmen aufzuschichten und zu zählen. Das Hafenreuther Feld hat dann noch monatelang ein Bild der Verwüstung gezeigt, denn Maximilian hatte zwar den Befehl zur Beerdigung gegeben, dieser wurde aber erst am 28. Januar 1505 umgesetzt. Damals bat der Regensburger Stadtkommandant Sigmund von Rohrbach den gegnerischen Heerführer und pfälzischen Viztum Ludwig von Eyb für die Bauern um sicheres Geleit, um die Toten begraben zu dürfen. Dieses wurde im Februar 1505 zugesichert, und die Toten, von denen ein übler Geruch ausging, konnten bestattet werden.
Auf Seiten des Königs waren etwa 200 Tote, unter diesen viele Ritter (Georg Schenk von Neudeck, Erasmus von Hetzendorf, Ernst von Schönberg, Georg von Schaumbrugk, Peter von Wilhelmsdorf, Hans von Weiling). Viele fliehende Böhmen wurden von den Bauern niedergemacht. Rund 300 Wagen an Kriegsbeute wurden erobert. Der König zog noch abends über die Steinerne Brücke in Regensburg ein und ließ um Mitternacht einen Dankgottesdienst feiern. Nachdem der Gatte der Pfalzgräfin Elisabeth, Ruprecht von der Pfalz (Freising), bereits am 20. August 1504 an der damals in Niederbayern grassierenden Ruhr gestorben war, verschied auch Pfalzgräfin Elisabeth drei Tage nach der Schlacht am 15. September 1504. Der Krieg wurde aber dennoch im Namen der Enkelkinder von Herzog Georg, dem 29 Monate alten Ottheinrich und dem 10 Monate alten Philipp, fortgesetzt.

## Ergebnisse
Für das böhmische Söldnerwesen war die Schlacht bei Wenzenbach der Anfang des Niedergangs. Es zeigte sich, dass Ausrüstung und Kampfweise des böhmischen Fußvolks veraltet waren und es ohne Reiterunterstützung und den Schutz der Wagenburg den Landsknechten unterlegen war. Letztere erwiesen sich als kampfstärker und preiswerter. Böhmische Söldner wurden danach zwar noch auf europäischen Kriegsschauplätzen wie den Venezianerkriegen eingesetzt, verloren nun aber an Bedeutung. Das böhmische Söldnerwesen legte im Laufe des 16. Jahrhunderts alle Charakteristika ab, die es zu einer besonderen Erscheinung in Europa gemacht hatten. Böhmische Fußknechtregimenter, wie sie am Ende des 16. Jahrhunderts und dann zu Beginn des Dreißigjährigen Krieges aufgestellt wurden, weisen keine Unterscheidungsmerkmale zu dem anderen im Reich geworbenen Fußvolk auf.
Die Schlacht bei Wenzenbach war die einzige Feldschlacht in dem Erbfolgekrieg. Zugleich ist sie die letzte Ritterschlacht, danach wurden diese kriegstechnisch von anderen Truppen und Waffen (Fußtruppen, Geschütze und Handfeuerwaffen) abgelöst.
Der Landshuter Erbfolgekrieg endete am 30. Juli 1505 mit einem Schiedsspruch König Maximilians I. auf dem Reichstag zu Köln. Ottheinrich und Philipp, die beiden Enkel Herzog Georgs, erhielten die Junge Pfalz, ein zersplittertes Gebiet von der oberen Donau über Franken bis zur nördlichen Oberpfalz. Der Rest des Gebietes von Bayern-Landshut ging an die Münchener Linie der Wittelsbacher. Der spätere Kaiser Maximilian I. erhielt die zugesagten drei Gerichtsbezirke Kufstein, Kitzbühel und Rattenberg. Die Reichsstadt Nürnberg gewann die Ämter Lauf, Hersbruck und Altdorf hinzu.

Wappen von Wenzenbach

Albrecht IV. ließ an der Schlachtstätte eine Kapelle errichten, die aktuell erneuert worden ist. Das Wappen von Wenzenbach enthält heute noch eine Erinnerung an die Schlacht: Die rote Hellebarde auf dem silbernen Querbalken verweist auf die Schlacht am 12. September 1504.